# Signs of Love
Signs of Love ist ein Filmdrama von Clarence Fuller, das Anfang Juni 2022 beim Brooklyn Film Festival seine Premiere feierte und im Oktober 2022 in die US-Kinos kam.

## Handlung
Frankie lebt im Norden von Philadelphia und träumt von einem besseren Leben. Sein Vater ist ein Kleinkrimineller und Drogenabhängiger. Frankie versucht, seinem jugendlichen Neffen ein möglichst normales Leben zu ermöglichen. Doch der Stadtteil Port Richmond, in dem sie leben, ist ein schwieriges Viertel. Zwar leben hier Menschen aus unterschiedlichsten Kulturen zusammen, aber es gilt auch hier das Gesetz der Straße. Als Frankie die Gehörlose Jane kennenlernt, die aus einer wohlhabenden Familie stammt, schöpft er plötzlich Hoffnung und glaubt an ein mögliches besseres Leben. Hierfür muss er jedoch dem Einfluss seiner älteren Schwester entkommen.

## Produktion

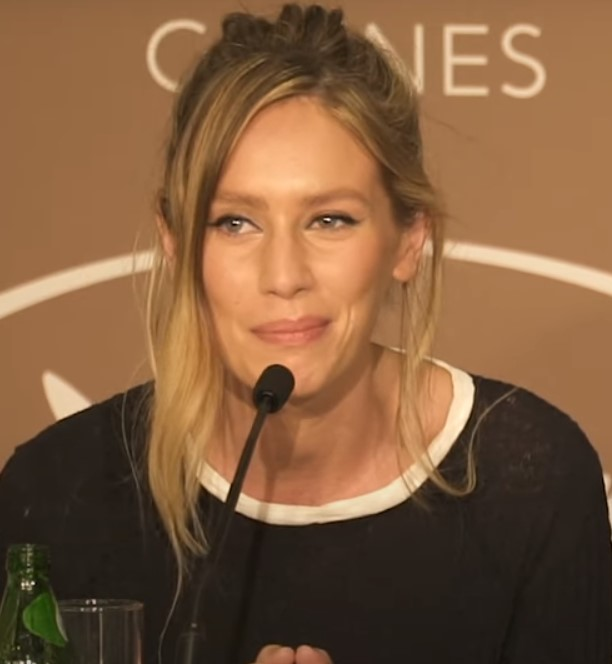
Dylan Penn spielt Patty

Es handelt sich bei Signs of Love um das Regiedebüt von Clarence Fuller bei einem Spielfilm, der auch das Drehbuch schrieb.
Hopper Penn, der Sohn von Sean Penn und Robin Wright, spielt Frankie, dessen ältere Schwester Dylan Penn ist in der Rolle von Patty zu sehen. Rosanna Arquette spielt Rosie, Wass Stevens Michael und Shannan Wilson Nancy. In weiteren Rollen sind Zoë Bleu Sidel als Jane und Cree Kawa als Sean zu sehen.
Gedreht wurde in Philadelphia in Pennsylvania, dem Handlungsort des Films. Als Kameramann fungierte Eric Foster.
Die Rechte am Film sicherte sich Blue Fox. Der Film eröffnete am 3. Juni 2022 das Brooklyn Film Festival und feierte hier seine Premiere. Am 7. Oktober 2022 kam der Film in die US-Kinos.

## Auszeichnungen
Brooklyn Film Festival 2022
- Auszeichnung für die Beste Nachwuchsregie (Clarence Fuller)
- Auszeichnung mit dem Schauspielerinnenpreis (Zoë Bleu Sidel)[5]

Festa del Cinema di Roma 2022
- Auszeichnung mit dem Corbucci Award (Clarence Fuller)[6]